# Kalte Moldau
La Kalte Moldau (en tchèque : Studená Vltava) est une rivière d'Allemagne et de Tchéquie d'une longueur de 24 km. Elle est un affluent de la Vltava et donc un sous-affluent de l'Elbe.

## Étymologie
La Moldau froide est la traduction littérale allemande de la Kalt Moldau.